# Ижак (Бач-Кишкун)
Ижак (мађ. Izsák) је град у Мађарској, у оквиру жупаније Бач-Кишкун.
Ижак је имао 5.985 становника према подацима из 2010. године.

## Географија
Град Ижак се налази у средишњем делу Мађарске. Од престонице Будимпеште град је удаљен око 110 km јужно.
Град се налази у средишњем делу Панонске низије. Надморска висина града је око 100 m.